# Geranium wilfordii
Geranium wilfordii är en näveväxtart som beskrevs av Carl Maximowicz. Geranium wilfordii ingår i släktet nävor, och familjen näveväxter. Inga underarter finns listade i Catalogue of Life.